# Chinese voetbalbond
De Chinese voetbalbond (traditioneel Chinees: 中國足球協會, hanyu pinyin: Zhōngguó zúqiú xiéhuì) is de nationale voetbalbond van de Volksrepubliek China, die werd opgericht in 1924. De bond organiseert het Chinees voetbalelftal en het professionele voetbal in China (onder andere de Super League en de Jia League). Cai Zhenhua werd in januari 2014 aangesteld als bondspresident. De bond sloot zich in 1931 aan bij wereldvoetbalbond FIFA, al besloot het zich na een conflict in de jaren 60 terug te trekken uit de FIFA. In 1979 werd China weer volwaardig lid, toen besloten was de Republiek China voortaan als voetbalelftal van Chinees Taipei te laten uitkomen. In 1974 sloot de bond zich aan bij de Aziatische voetbalconfederatie.